# Filmoteca, temas de cine
Filmoteca, temas de cine, también conocido simplemente como Filmoteca, es un programa de televisión argentino dedicado a la difusión de cine. Comenzó su primer ciclo en el año 2000, transmitido por Canal 7 y con la conducción de Fernando Martín Peña y Octavio Fabiano. Se emite con su formato actual desde 2006. Desde ese año y hasta el 2019 el programa era trasmitido de lunes a viernes en la trasnoche de la TV pública; a partir de 2021 se transmite los sábados y domingos después de la medianoche, su última emisión fue el día 31 de diciembre del 2023.
En su segundo ciclo (a partir de 2006), Filmoteca fue creado y conducido por la dupla del crítico, docente, investigador/historiador y coleccionista de cine Fernando Martín Peña y por el programador, historiador/crítico de cine y director Fabio Manes. Manes falleció en el 2014, por lo cual Peña condujo Filmoteca en soledad hasta el 2016, cuando el crítico de cine Roger Koza (quien participaba con frecuencia del programa como invitado) se sumó como coconductor.
Filmoteca se destaca por la gran variedad temática y de géneros exhibidos, al igual que por difundir tanto el cine nacional e internacional -clásico y de culto- como obras poco conocidas, incluyendo películas que se consideraban perdidas o cortes y versiones poco vistas (o inhallables).
Durante todo el año 2020 el programa no fue emitido debido a la Pandemia de COVID-19. Durante gran parte de 2021 el programa no se emitió en la TV Pública, por lo cual los fanáticos del mismo protagonizaron una notable ola de reclamos y peticiones —principalmente en las redes sociales— para que Filmoteca volviera, lo cual sucedió finalmente en septiembre de ese año.
Los conductores del programa —en especial Peña— suelen aprovechar las emisiones de Filmoteca para reclamar por la creación de una cinemateca argentina, un proyecto fundamental (pero largamente olvidado) para la preservación y conservación de material fílmico del cine argentino de todas las épocas.

## Presentadores
- 2000: Fernando Martín Peña y Octavio Fabiano
- 2006-2013: Fernando Martín Peña y Fabio Manes
- 2014-2016: Fernando Martín Peña
- 2016-2023: Fernando Martín Peña y Roger Koza

## Premios
- Premios Cóndor de Plata 2014: Premio Especial.[3] Distinciones entregadas a la programación fílmica de la Televisión Pública (TVP), por su aporte a la cultura cinematográfica; el premio fue compartido con los programas “El cine que nos mira” y “Cine de siempre”.[4]

### Nominaciones
- Premios Martín Fierro 2015: Mejor programa cultural/educativo.[5]